# Lustra (band)
Lustra — американський рок-гурт з Бостона, а пізніше з Лос-Анджелеса.
Учасники гурту Кріс Бейрд, Нік Клоутман, Джон Бейрд і Джейсон Адамс вперше зіграли разом у 1996 році під назвою Seventeen, випустивши під цією назвою два повноформатних альбоми та міні-альбом. Брюс Фулфорд приєднався до групи незадовго до випуску їх міні-альбому 1999 року. Юридичні проблеми з боку журналу Seventeen зрештою призвели до того, що група змінила назву в 2001 році; В тому ж році групу покинув і Джон Берд.
Їхній перший повнометражний альбом як Lustra вийшов у 2003 році, а незабаром після цього група записала пісню «Scotty Doesn't Know» у саундтрек до фільму EuroTrip 2004 року. Гурт також ненадовго з'являється у фільмі, а Метт Деймон виступає (і співає) як їхній головний вокаліст. Фільм не мав успіху в прокаті, але добре продавався на DVD, підвищуючи популярність гурту ще довго після показу в кінотеатрах. «Scotty Doesn’t Know» увійшов до повноформатного альбому Lustra 2006 року «Left for Dead» і став хітом того року майже повністю завдяки продажам завантажень, зрештою досягнувши №. 75 у Billboard Hot 100, №. 39 у чарті цифрових пісень і №. 53 місце в рейтингу Pop 100 США. What You Need & What You Get було випущено у вересні 2008 року.

## Учасники гурту

### Поточний склад
- Кріс Бейрд — ударні, бас, головний вокал (1996 — дотепер)
- Гант Фрінк — барабани (2011 — дотепер)
- Нік Клаутмен — бас, гітара, вокал (1996 — дотепер)

### Попередні учасники
- Джон Берд — гітара (1996–2001)
- Джейсон Адамс — гітара (1996–2004)
- Брюс Фулфорд — ударні (1999–2004)
- Тревіс Лі - гітара (2004-2005)
- Філ Метьюз — ударні (2004-2005)
- Кріс Каннінгем — ударні (2006)

## Дискографія
Як Seventeen
- Breakfast at Tammy's (1998)
- Ransom Your Handsome (EP) (1999)
- Bikini Pie Fight (2000)

Як Lustra
- Lustra (2003)
- Left for Dead (альбом Lustra)[en] (2006)
- What You Need & What You Get (2008)
- ...Comes in Threes (EP) (2009)

### Сингли
- «Scotty Doesn't Know[en]» (2004)